# Glanz & Gloria (Film)
Glanz & Gloria ist ein komödiantisch-dramatischer Spielfilm des deutschen Musikproduzenten und Sängers Alexander Marcus. Der Film kam am 31. Mai 2012 in die deutschen Kinos und behandelt die Kehrseite des Ruhms als erfolgreiche Popikone (Alexander Marcus als er selbst).
Für den Vertrieb von Merchandising, Eventmanagement und Produktion ist die am 27. Januar 2009 von Alexander Marcus und Jarko Nikolitsch gegründete Firma JAFE Entertainment UG (haftungsbeschränkt) zuständig.
Die Lieder, die den Film inhaltlich mitbestimmen, stammen von Alexander Marcus; interpretiert werden sie von Alexander Marcus und Bela B. (in: Danke schön).

## Handlung

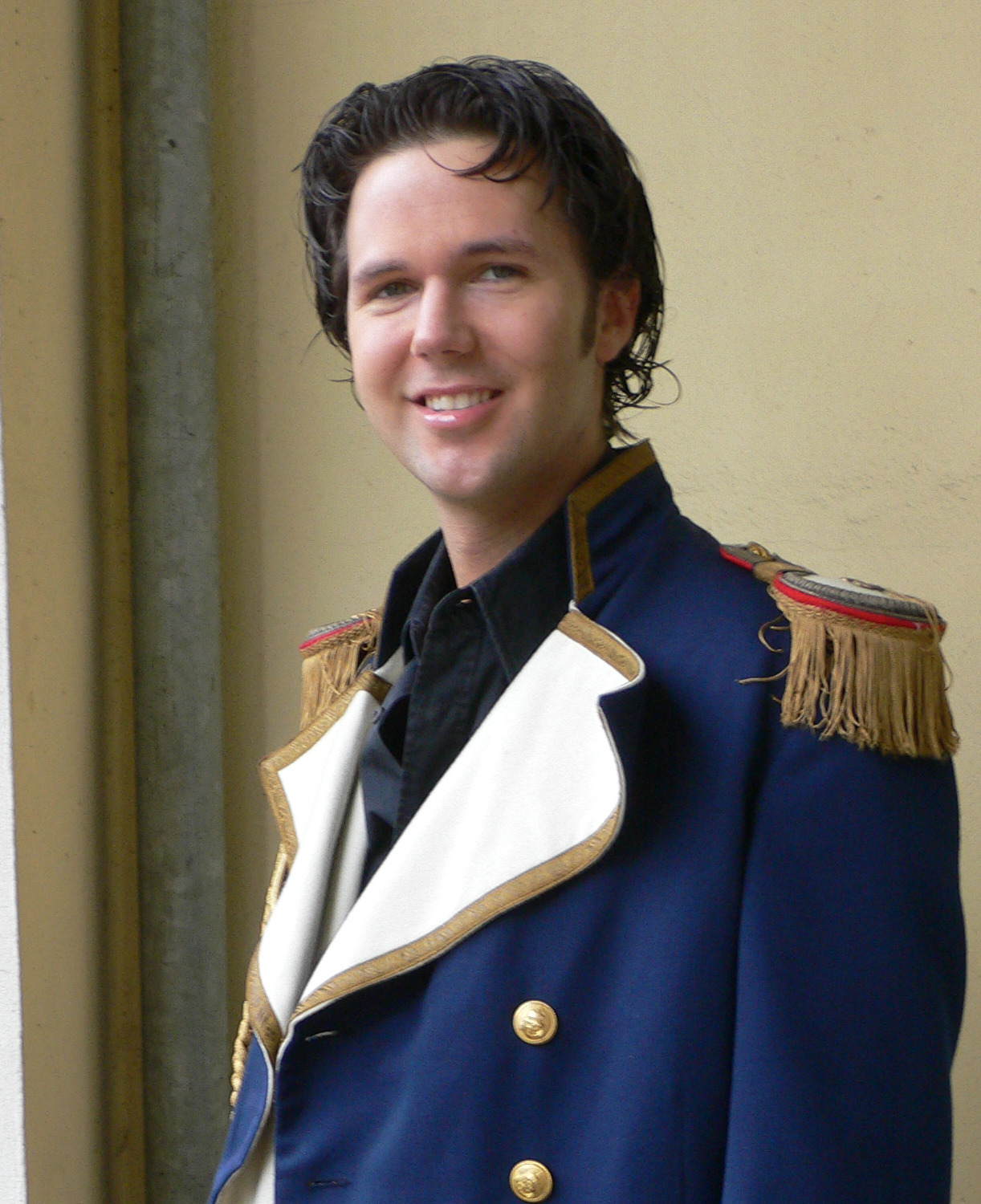
Alexander Marcus

Alexander Marcus ist ein erfolgreicher Popstar auf dem Gipfel seines Ruhms. Seine Managerin Sabine macht ihn zu Kontrollzwecken von der aufputschenden Droge Egoin abhängig, die ihn allmählich psychisch verwirrt. So zerbricht scheinbar die unerschütterliche Liebe zu seinem Partner Globi (einem Globus). Bei einem Auftritt in einer Disko bricht Marcus infolge einer Überdosis Egoin zusammen, wird daraufhin in eine Nervenheilanstalt eingewiesen und über längere Zeit ruhiggestellt. Dort lernt er eine Kiste kennen und lieben. Eine Schwester der Klinik versteckt jedoch die Kiste.
Nach verschiedenen Begebenheiten in der Klinik schafft es Marcus schließlich, verfolgt von der intriganten Managerin Sabine und einigen Polizisten, mit der Kiste zu fliehen. Im Wald trifft der Flüchtende den Gurtmacher, der Marcus Unterschlupf gewährt und ihm Tragegurte an die Kiste montiert. Weitere Zuflucht findet der Popstar im Haus einer freundlichen Familie. Auf der Straße vor dem Haus kommt es zum Finale: In einem wortgewaltigen Plädoyer schafft es Alexander Marcus jeden Zweifler von seiner Unschuld zu überzeugen und die Botschaft der Liebe zu verbreiten.

## Trivia
- Vor Verwirklichung der Dreharbeiten konnten Fans via Internet-Voting den Filmtitel mitbestimmen
- Die Finanzierung des Films erfolgte u. a. durch Crowdfunding, dabei erhielten Fans gegen eine kleine Spende die Möglichkeit in einer kurzen Filmsequenz mitzuwirken bzw. eines Meet and Greets mit Alexander Marcus[3]
- Alexander Marcus’ Mutter heißt laut Klingelschild „Elfriede Marcus“
- Im Film finden sich allerhand christlich-religiöse Anspielungen; so beispielsweise:

1. Im Track „Soldaten der Liebe“ gleicht die Anordnung der Soldaten und Alexander Marcus’ derjenigen in Leonardo Da Vincis „Das letzte Abendmahl“, wobei Alexander Marcus die Position Christi einnimmt
2. Alexander Marcus besinnt sich durch mehrmaliges Studieren ausgewählter Bibelpassagen auf den Pfad der Liebe:

„1 Da traten herzu die Häupter der Sippen unter den Leviten zu dem Priester Eleasar und zu Josua, dem Sohn Nuns, und zu den Häuptern der Sippen unter den Stämmen Israels 2 und redeten mit ihnen in Silo im Lande Kanaan und sprachen: Der HERR hat geboten durch Mose, dass man uns Städte geben solle, um darin zu wohnen, und dazu Weideplätze für unser Vieh.“

„1 Es kam aber das Wort des HERRN zu Jehu, dem Sohn Hananis, gegen Bascha: 2 Weil ich dich aus dem Staub erhoben habe und zum Fürsten gemacht über mein Volk Israel und du doch wandelst in dem Wege Jerobeams und mein Volk Israel sündigen machst, dass sie mich erzürnen durch ihre Sünde, 3 siehe, so will ich ausrotten Bascha und sein Haus und will dein Haus machen wie das Haus Jerobeams, des Sohnes Nebats.“

3. Schwester Renate wird von Alexander Marcus als „fiese Schlange“ bezeichnet, als sie ihm seine geliebte Kiste entreißt
4. In der finalen Verkündung der Botschaft der Liebe lässt sich Alexander Marcus als Heiland interpretieren

## Soundtrack
Der zugehörige Soundtrack beinhaltet unter anderem die im Film gespielten Songs von Alexander Marcus und Gurtmacher (Bela B.) und wurde am 6. Januar 2012 bei Kontor Records veröffentlicht.
Im Film enthaltene Songs in der Reihenfolge ihres Auftretens:
| Nr. | Titel                | Interpret                    | Länge |
| --- | -------------------- | ---------------------------- | ----- |
| 1.  | Und es geht voran    | Alexander Marcus             | 3:05  |
| 2.  | Soldaten der Liebe   | Alexander Marcus             | 3:29  |
| 3.  | Glanz und Gloria     | Alexander Marcus             | 3:22  |
| 4.  | Nur ein Sänger       | Alexander Marcus             | 4:26  |
| 5.  | Geben                | Alexander Marcus             | 3:16  |
| 6.  | Liebe Kiste          | Alexander Marcus             | 2:20  |
| 7.  | Danke schön          | Alexander Marcus und Bela B. | 2:44  |
| 8.  | Disco La Cola        | Alexander Marcus             | 3:39  |
| 9.  | Mongolei             | Alexander Marcus             | 3:55  |
| 10. | Pitschi Pitschi Popo | Alexander Marcus             | 3:14  |

## Rezeption
Die Kritiken fielen gemischt aus, so verzeichnet die IMDb eine Bewertung von 6,0 von 10 Punkten.